# طرطرات الكالسيوم
 طرطرات الكالسيوم مركب كيميائي له الصيغة CaC4H4O6، ويكون على شكل مسحوق بلوري أبيض. ويعد طرطرات الكالسيوم من النواتج الثانوية أثناء تحضير الخمر.

## الخواص
- انحلالية طرطرات الكالسيوم ضعيفة في الماء.
- يوجد شكل مائي من طرطرات الكالسيوم على شكل رباعي هيدرات CaC4H4O6.4H2O، وتكون البنية البلورية له على شكل معيني قائم.
- يظهر طرطرات الكالسيوم عندما يكون في الحالة النقية أو عندما يكون مشوباً بالباريوم أوالسترونشيوم خواصاً جيدة في الناقلية الكهربائية وذلك في مجال درجة حرارة يقع بين 65 و 95°س.[2]

## التحضير
يمكن تحضير مركب طرطرات الكالسيوم وذلك بعملية انتشار لمحلول كلوريد الكالسيوم في السيليكا جل (هلام السيليكا) الحاوي على حمض الطرطريك.

## الاستخدامات
وجد أن مركب طرطرات الكالسيوم يثبط التأثير الأكال لفلز الألومنيوم الحر في محلول قلوي من هيدروكسيد البوتاسيوم.